# Marcq-en-Barœul
Marcq-en-Barœul (meist nur Marcq genannt, ndl.: „Marke“) ist eine französische Stadt mit 39.943 Einwohnern (Stand 1. Januar 2022) im Département Nord in der Region Hauts-de-France.

## Geografie
Die Stadt Marcq-en-Barœul liegt im Norden der Metropolregion Lille, 14 Kilometer südlich der Grenze zu Belgien, an der Kreuzung mehrerer Autobahnen. Durch die Stadt führt der Canal de Roubaix.
In der Stadt sind hauptsächlich Dienstleistungsunternehmen angesiedelt.
Die Pferderennbahn von Marcq-en-Barœul ist die wichtigste nördlich von Paris und erstreckt sich über 30 ha. Zahlreiche nationale Rennen für Traber und Galopper machen Marcq zu einem der aktivsten Standorte in Frankreich. Marcq bietet außerdem Ausstellungen von regionaler Dimension an.

## Bevölkerungsentwicklung
| Jahr                       | 1962   | 1968   | 1975   | 1982   | 1990   | 1999   | 2011   | 2020   |
| Einwohner                  | 29.234 | 35.136 | 36.126 | 35.278 | 36.601 | 37.181 | 39.591 | 38.604 |
| Quellen: Cassini und INSEE |        |        |        |        |        |        |        |        |

## Sehenswürdigkeiten

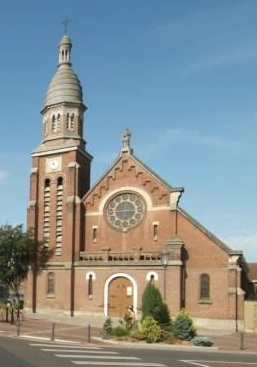
Kirche Saint-Louis
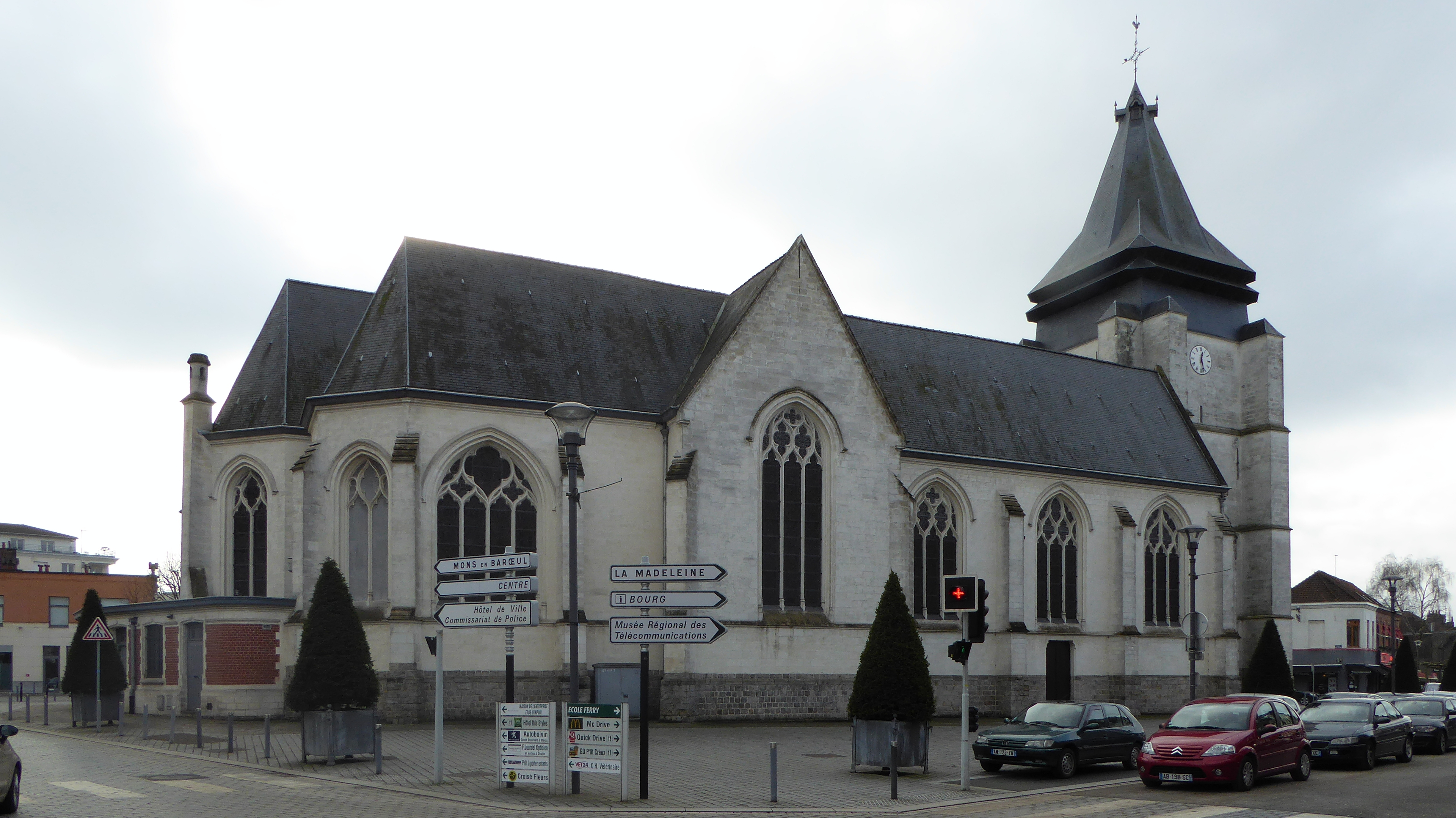
Kirche Saint-Vincent, Monument historique
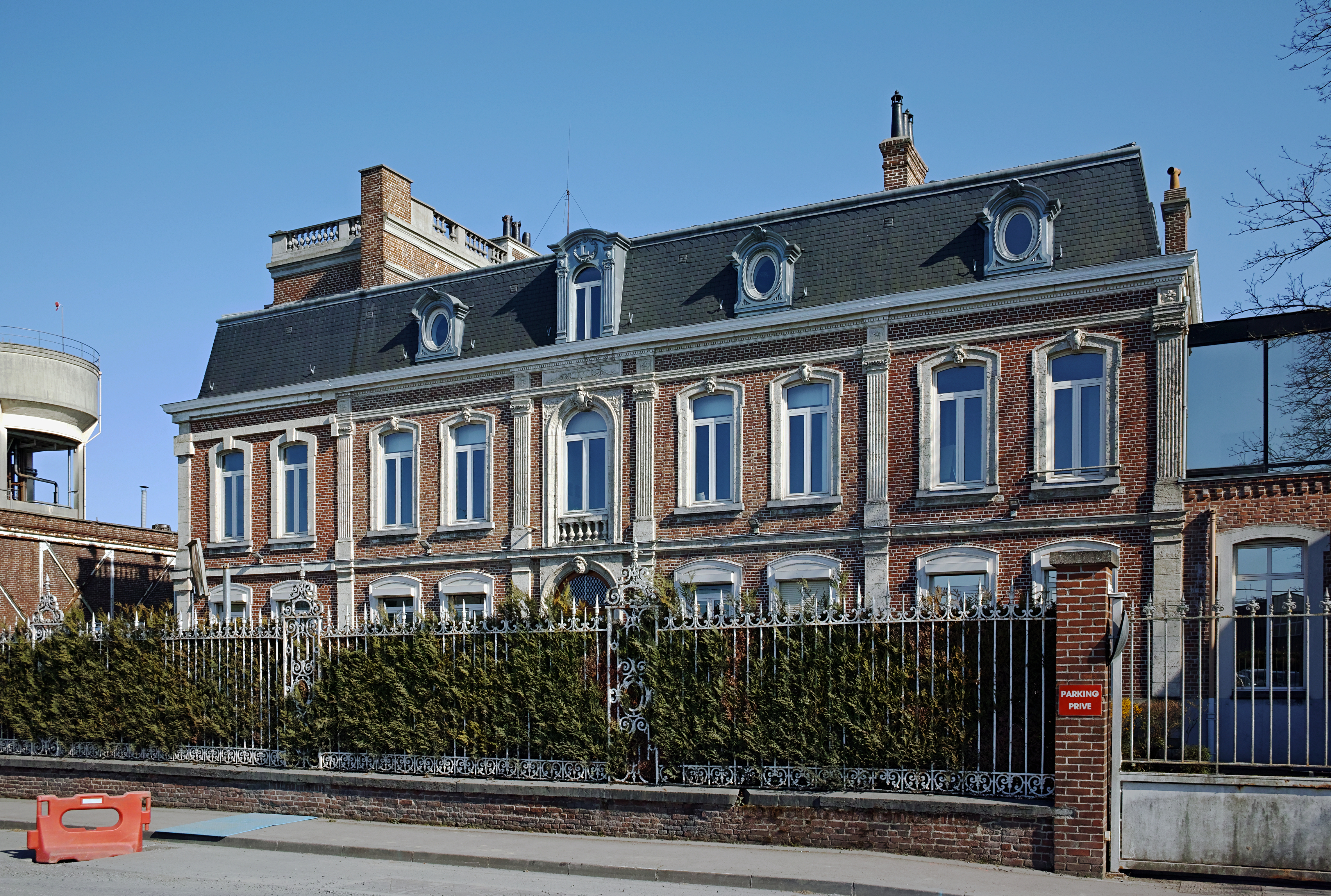
Schloss Lesaffre
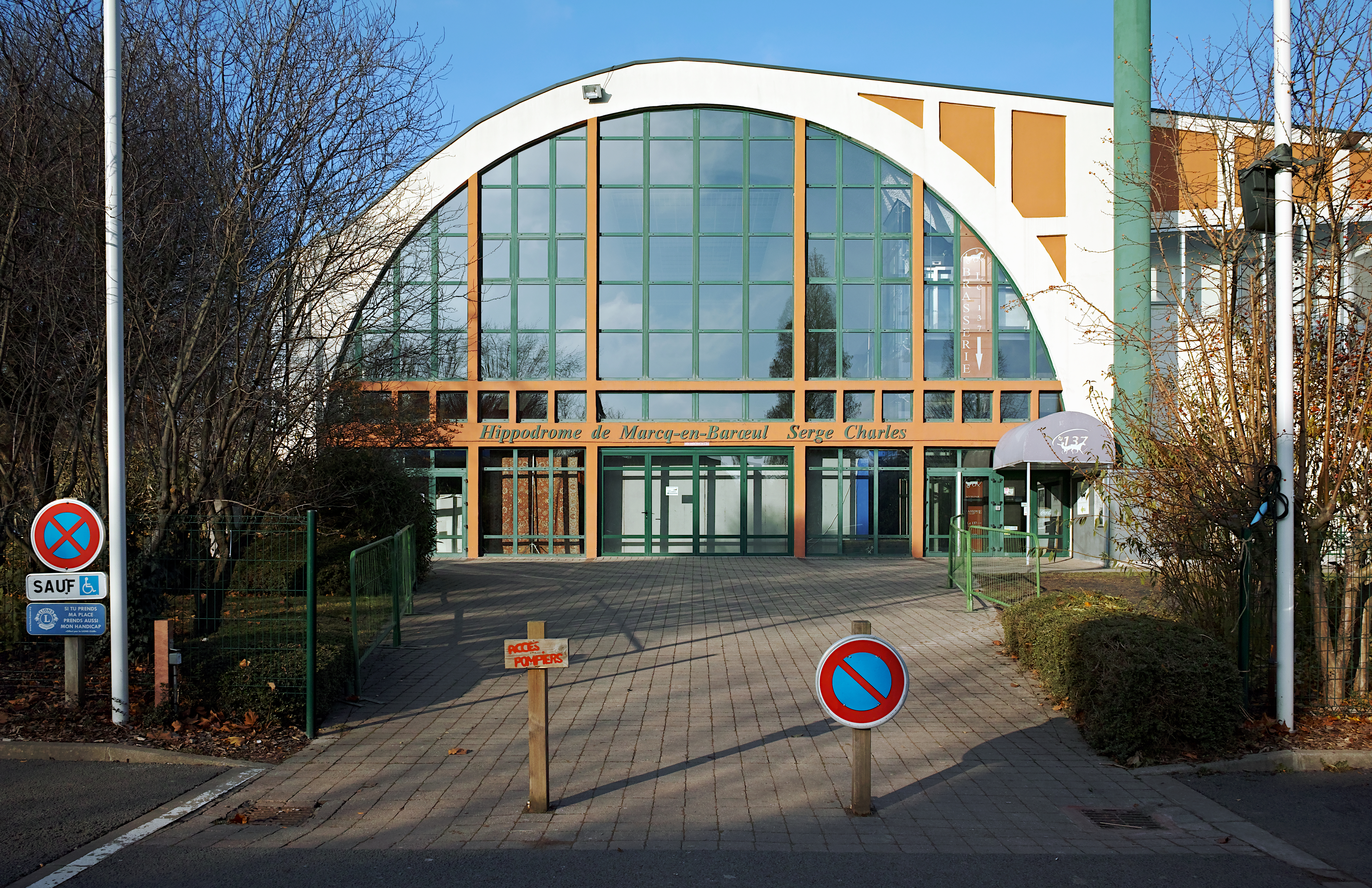
Eingang zum Hippodrom
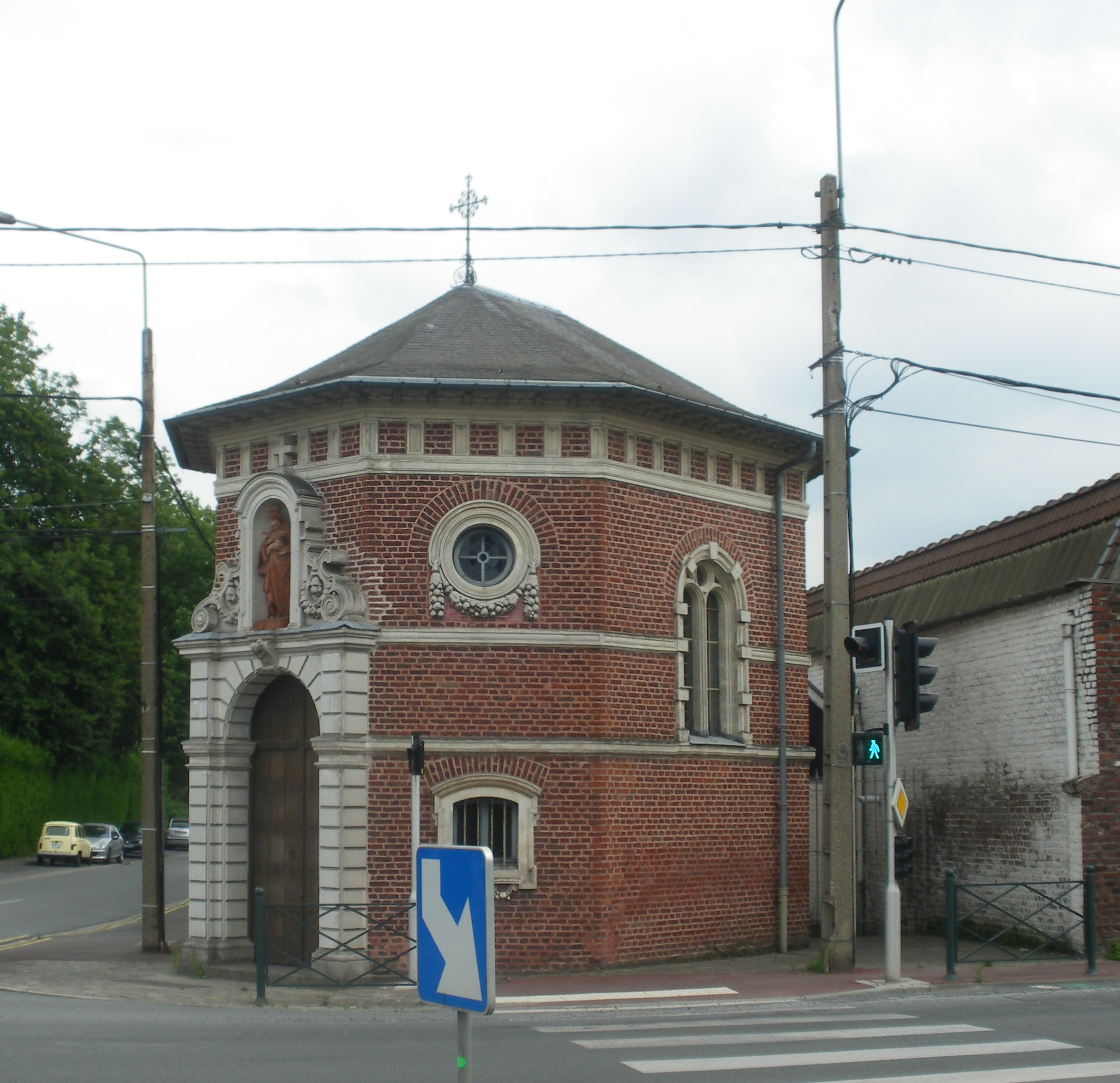
Kapelle Lazaro
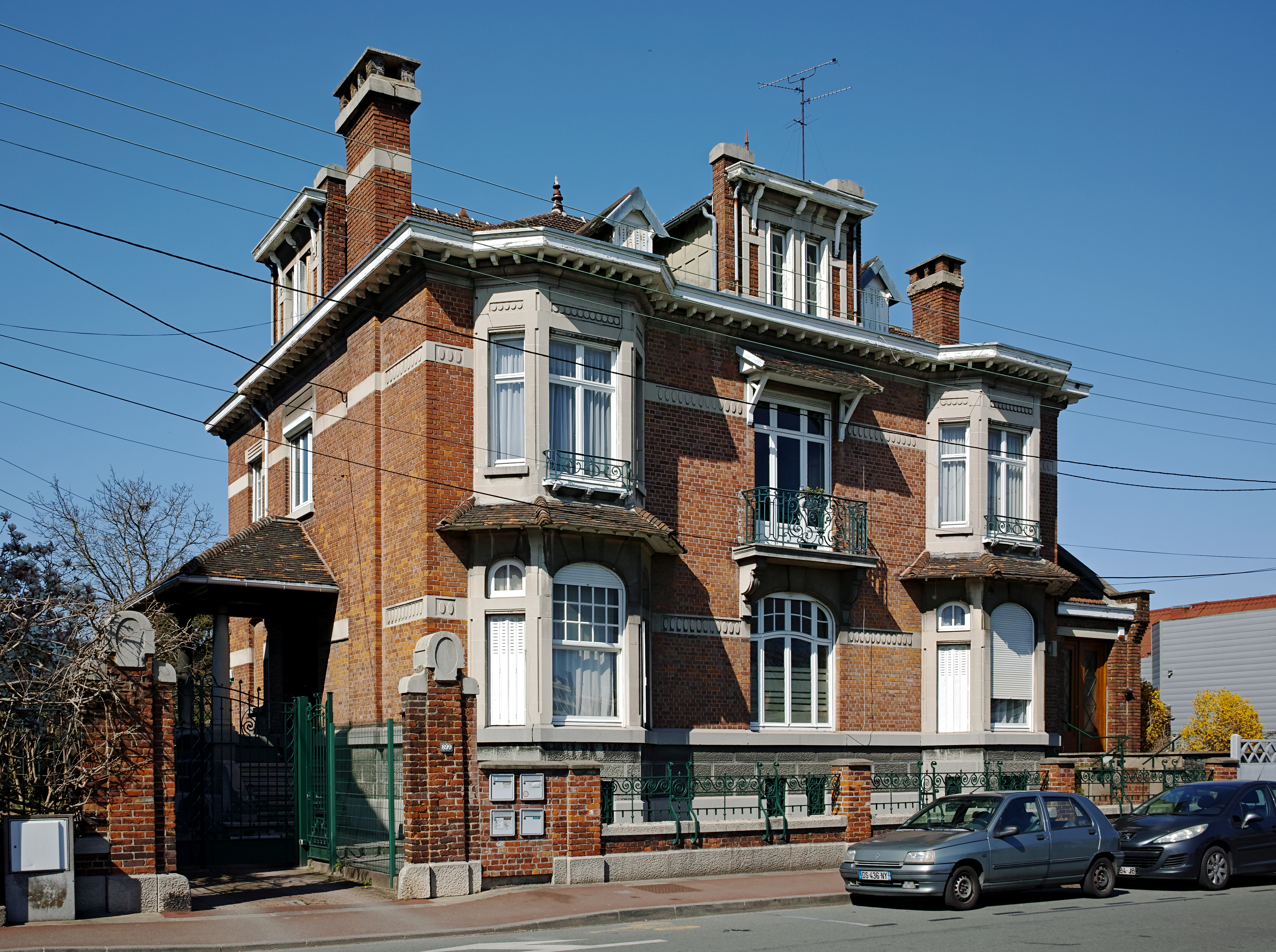
Haus in der Avenue de la République
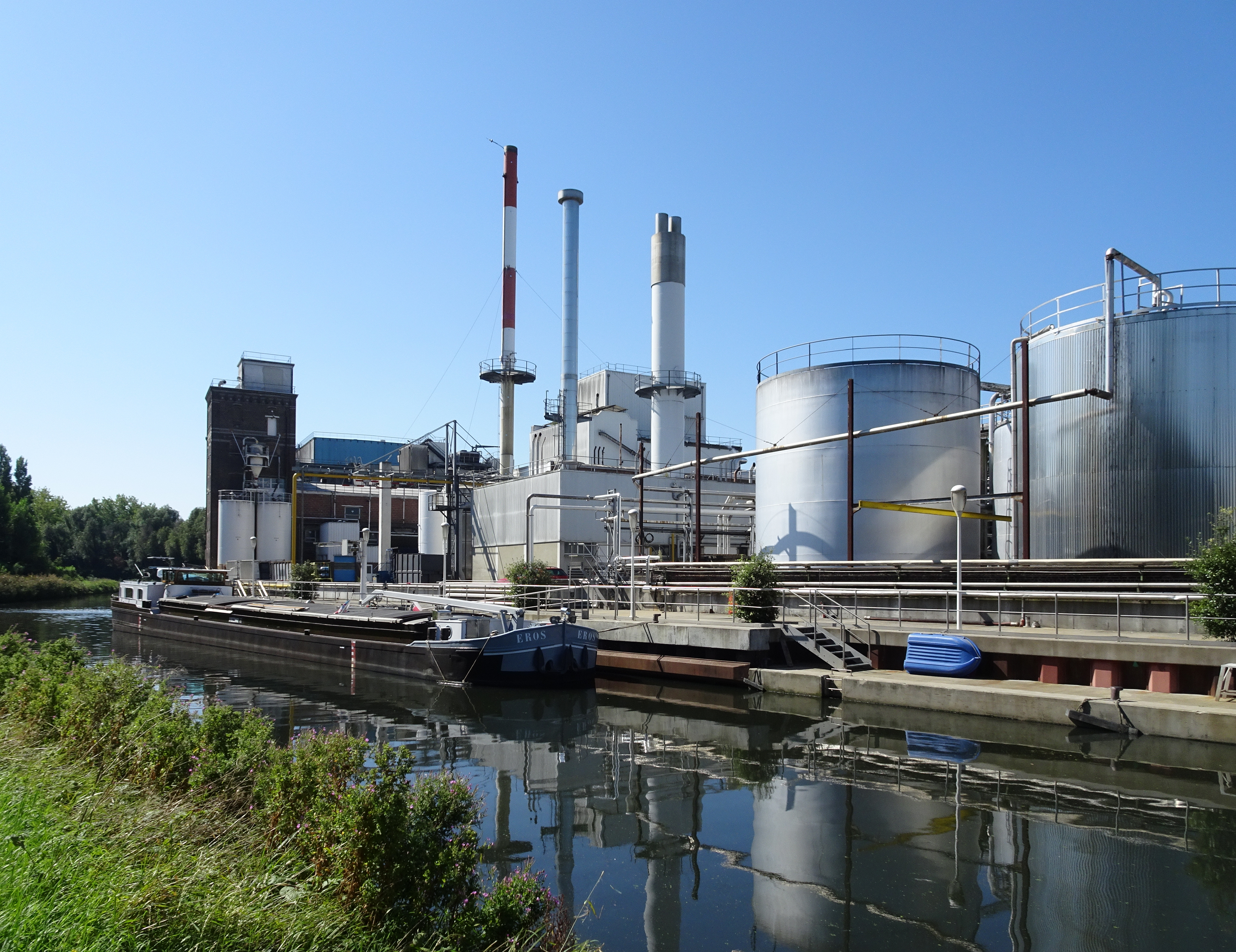
Hefe-Fabrik Usine Lesaffre am Canal de Roubaix
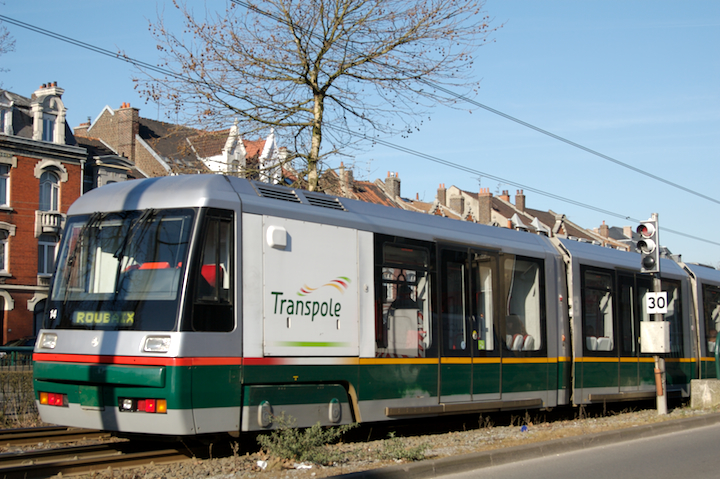
Straßenbahn in Marcq-en-Barœul

- Hippodrom

- Kirche Saint-Louis
- Kirche Saint-Vincent
- Schloss Lesaffre
- Eingang zum Hippodrom
- Kapelle Lazaro
- Haus in der Avenue de la République
- Hefe-Fabrik Usine Lesaffre am Canal de Roubaix
- Straßenbahn in Marcq-en-Barœul

## Städtepartnerschaften
Marcq unterhält Städtepartnerschaften mit dem Londoner Stadtbezirk Ealing im Vereinigten Königreich, Gladbeck in Deutschland und Poggibonsi in Italien.

## Persönlichkeiten
- Rémy Descamps (* 1996), Fußballspieler